# Yann Bidonga
Yann Bidonga (Bakoumba, 20 de março de 1979) é um futebolista profissional gabonense que atua como goleiro.

## Carreira
Yann Bidonga fez parte do elenco da Seleção Gabonense de Futebol na Campeonato Africano das Nações de 2012.